# ジョンソン (小惑星)
ジョンソン (5905 Johnson) は、小惑星帯の内縁部に位置する小惑星である。エレノア・ヘリンがパロマー天文台で発見した。
発見者も参加しているNEAT（地球近傍小惑星追跡）プログラムの実現に功績のあった、リンドレイ・N・ジョンソンに因んで名付けられた。
2005年4月に行われた光度曲線観測によって衛星が発見された。衛星（仮符号 S/2005 (5905) 1）の直径は2kmほどで、主星から11kmほど離れた軌道を21.785±0.0005時間の周期で回っている。